# District de Krishna
Le district de Krishna (télougou : కృష్ణా జిల్లా) est un district situé dans le Nord-Est de l'état de l'Andhra Pradesh. 

## Géographie
Son chef-lieu est Machilipatnam.
Au recensement de 2011, sa population était de 4 517 398 habitants pour une superficie de 8 727 km2.

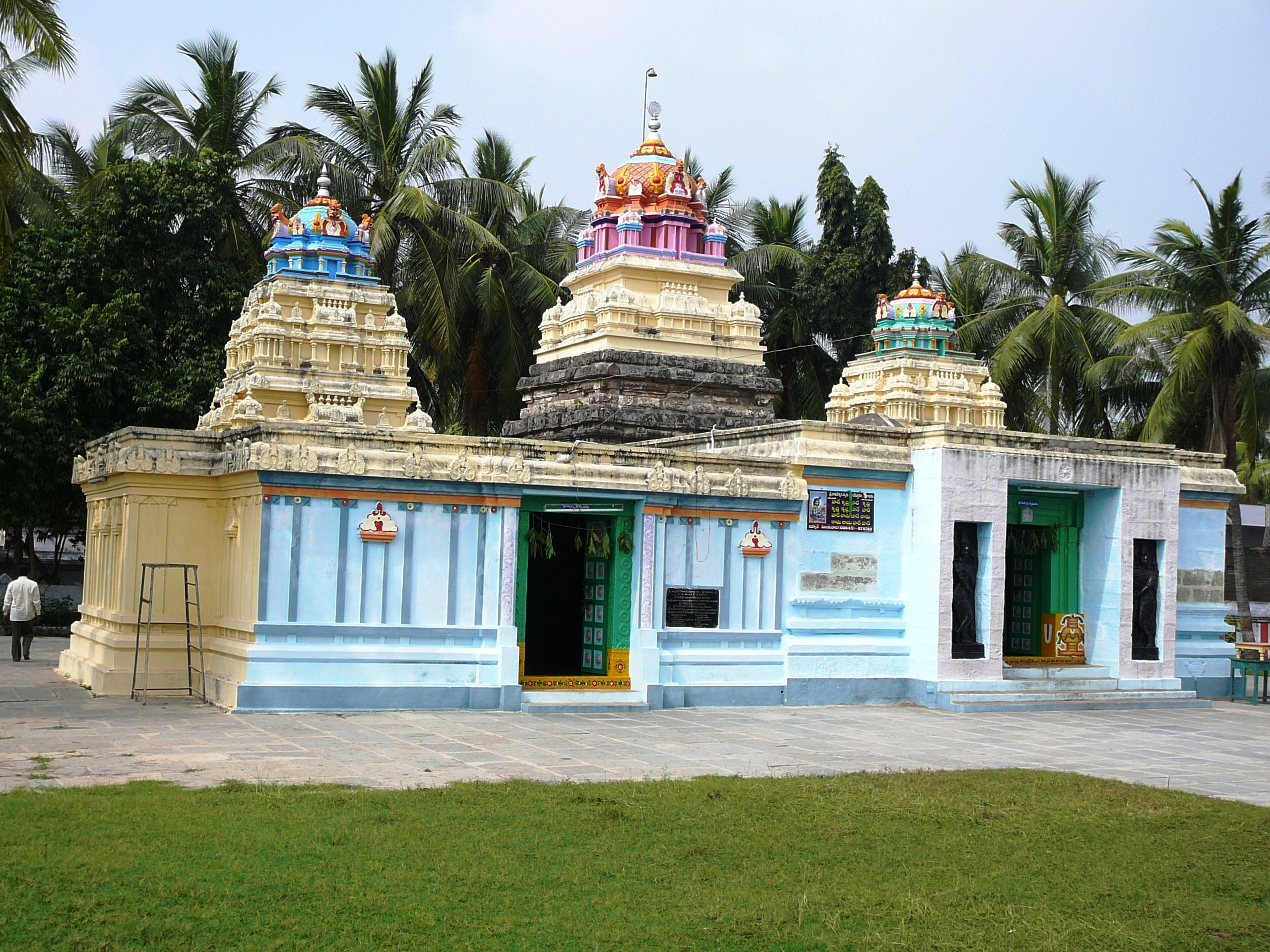
Le temple Lord Andhra Vishnu à Srikakulam.